# وفيات 2004
قائمة بأشخاص بارزين رحلوا في سنة 2004.
|  |

## وفيات يناير
2
- كمال الشيخ، 84، مخرج مصري.

15
- معروف الدواليبي، 94، رئيس وزراء سوريا سابقا

17
- محمد شاهين، 72، مخرج سوري.

24
- ليونيداس دا سيلفا، 90، لاعب كرة قدم برازيلي.

26
- أمبيريك، 74، ممثل عراقي.

## وفيات فبراير
27
- محمد يوسف، 75، ممثل مصري.

## وفيات مارس
10
- زكي ناصيف، 87، ملحن لبناني.

22
- أحمد ياسين، 67، قائد حركة حماس الفلسطينية.

## وفيات أبريل
17
- عبد العزيز الرنتيسي، 56، قائد حركة حماس الفلسطينية.

## وفيات مايو
21
- علي الساحلي، 80، وزير ليبي.

## وفيات يونيو
3
- مريم الغضبان، 55، ممثلة كويتية.

8
- أكرم زهيري، 41، عضو حركة الإخوان المسلمون المصرية.
- عبد الرحمن الشاغوري، 90، داعية سوري

9
- محمد قنديل، 75، مغني مصري.

23
- رفعت الفناجيلي، 68، لاعب كرة قدم مصري.

## وفيات يوليو
1
- مارلون براندو، 80، ممثل أمريكي.

29
- الأمير عبدالرحمن بن سعود، 63، رئيس نادي النصر السعودي.

## وفيات أغسطس
13
- كو يونغ هي، زوجة كيم جونغ إل رئيس كوريا الشمالية.

## وفيات سبتمبر
11
- ماهر عبد الله، 45، صحفي فلسطيني.

15
- إبراهيم مرعشلي، 67، ممثل لبناني.

## وفيات أكتوبر
22
- عباس السيسي، 85، عضو حركة الإخوان المسلمون المصرية.

## وفيات نوفمبر
2
- زايد بن سلطان آل نهيان، 86، رئيس دولة الإمارات العربية المتحدة.
- ثيو فان غوخ، 48، مخرج ومنتج وممثل هولندي.

11
- ياسر عرفات، 75، رئيس فلسطين.

12
- ستانيسلاف سكالسكي، 88، طيار حربي بولندي.

23
- سعد عبد الوهاب، 78، مغني مصري.

26
- عبد القادر الأرناؤوط، 76، فقيه سوري.

## وفيات ديسمبر
30
- سعد الدوسري، 27، لاعب كرة قدم سعودي